# Murakami (Niigata)
Pour les articles homonymes, voir Murakami.
Murakami (村上市, Murakami-shi) est une ville située dans la préfecture de Niigata, sur l'île de Honshū, au Japon.

## Géographie

### Situation
Murakami est située dans le nord de la préfecture de Niigata, au bord de la mer du Japon.

### Démographie
Au 1er janvier 2022, la population de la ville de Murakami était de 57 008 habitants, répartis sur une superficie de 1 174,26 km2.

### Climat
La ville a un climat subtropical humide caractérisé par des étés chauds et humides et des hivers froids avec de fortes chutes de neige. La température moyenne annuelle à Murakami est de 12,8 °C. La pluviométrie annuelle moyenne est de 2 215,0 mm, septembre étant le mois le plus humide.

## Histoire
Sous l'autorité du clan Murakami, Murakami s'est développée en tant que jōkamachi, citée organisée autour d'un château.
La ville moderne de Murakami a été fondée le 31 mars 1954. Le 1er avril 2008, les municipalités d'Arakawa, Sanpoku, Asahi, Kamihayashi ont été incorporés à Murakami.

## Économie
Parmi les productions de Murakami, on retrouve le thé vert (Murakami est la zone de culture du thé la plus septentrionale du Japon), le saumon kéta et le wagyu. La ville est par ailleurs un point touristique du fait de ses onsen et de sa proximité avec l'île d'Awa.

## Culture locale et patrimoine

### Événements

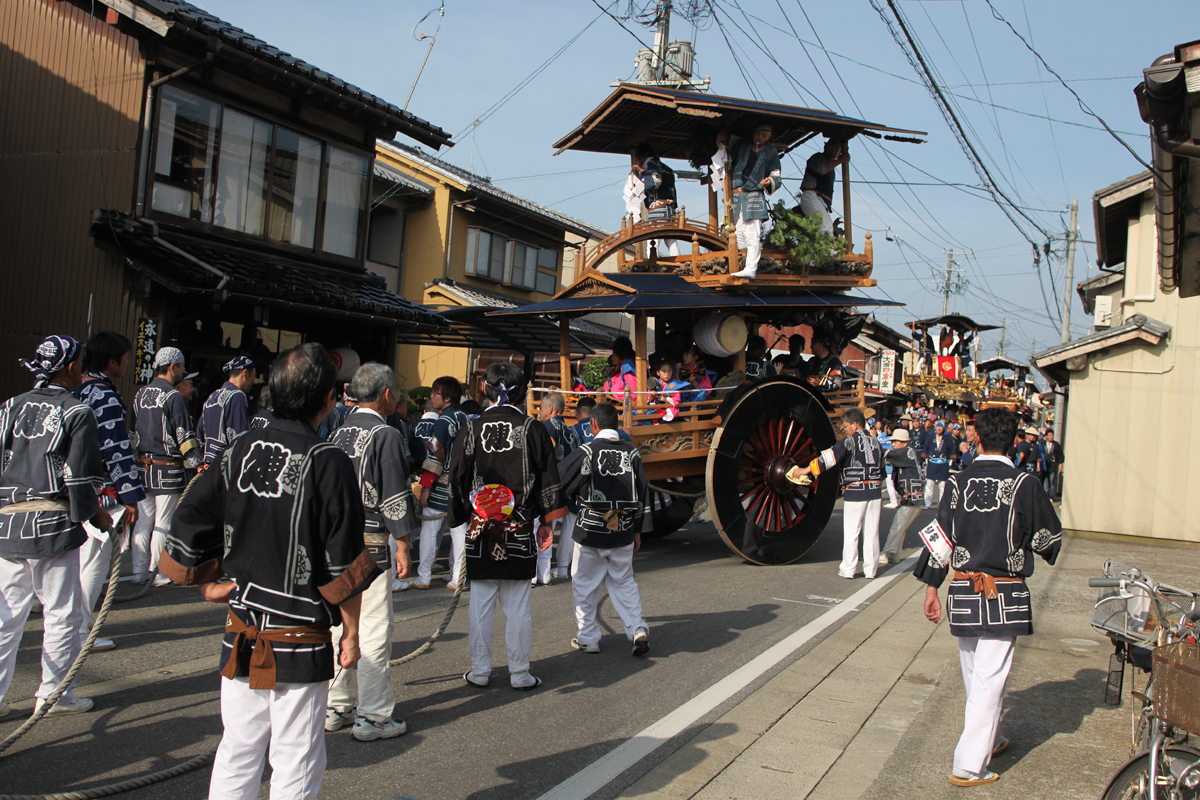
Festival Murakami taisai.

Tous les ans, depuis 1868, le festival traditionnel Murakami taisai se tient en centre-ville, le 6 et le 7 juillet.

## Transports
Murakami est reliée à Niigata au sud et à la préfecture de Yamagata au nord par la ligne principale Uetsu de la JR East (gares de Murakami et Sakamachi) et la route nationale 7. Elle est également desservie par les routes nationales 290 et 345. L'île d'Awa est accessible par ferry depuis le port d'Iwafune.

## Jumelages
Murakami est jumelée avec la ville de Sabae, depuis mai 1981.

## Personnalités liées à la municipalité
- Le snowboardeur Ayumu Hirano est né à Murakami.